# Rudolfstetten-Friedlisberg
Rudolfstetten-Friedlisberg (schweizerdeutsch: Ruedistette-Fridlisberg, ˈruədiˌʃtɛtːə-ˈfridlɪʃˌpɛrɡ) ist eine Einwohnergemeinde im Schweizer Kanton Aargau. Sie gehört zum Bezirk Bremgarten und liegt unmittelbar östlich des Mutschellen an der Grenze zum Kanton Zürich. Bis 1953 hiess die Gemeinde offiziell Rudolfstetten.

## Geographie
Die Gemeinde besteht aus zwei Ortsteilen: Rudolfstetten liegt in einem Tal, das sich vom Mutschellen in nordöstlicher Richtung erstreckt. Es wird vom Rummelbach durchflossen, der etwa 200 Meter nach der Gemeindegrenze in die Reppisch mündet. Im Nordwesten wird das Tal durch den Hasenberg (762 m ü. M.) begrenzt, dem südlichsten Ausläufer der Heitersberg-Kette. Die Bebauung erstreckt sich aufgrund der Topographie über zwei Kilometer und ist am Mutschellenpass mit derjenigen der Nachbargemeinden Berikon und Widen zusammengewachsen. Gegen Südosten steigt das Gelände zur Hochebene des Holzbirrlibergs an, rund 100 bis 150 Höhenmeter über dem Tal. Auf der Hochebene, die durch den Chilebach entwässert wird, liegt der Ortsteil Friedlisberg (601 m ü. M.).
Die Fläche des Gemeindegebiets beträgt 490 Hektaren, davon sind 136 Hektaren mit Wald bedeckt und 118 Hektaren überbaut. Der höchste Punkt befindet sich auf 660 m ü. M. am Südhang des Hasenbergs, der tiefste auf 448 m ü. M. am Rummelbach. Nachbargemeinden sind Bergdietikon im Norden, Urdorf im Osten, Birmensdorf im Südosten, Berikon im Süden und Widen im Westen.

## Geschichte
Vor rund 2800 Jahren liessen sich erstmals Menschen in dieser Gegend nieder. Bei Ausgrabungen kamen Gewölbeöfen, Kohlenmeiler und Raseneisenerz zum Vorschein, was darauf schliessen lässt, dass hier Holzkohle produziert wurde. 1190 erfolgte die erste urkundliche Erwähnung von Rudolfstetin, als das Kloster Engelberg das Dorf geschenkt erhielt. Der Ortsname stammt vom althochdeutschen (ze) Hruodolfesstetin, was «bei den Wohnstätten des Hruodolf» bedeutet. Als weitere Grundbesitzer im Mittelalter sind das Adelsgeschlecht Rothenburg sowie die Klöster St. Gallen, Gnadenthal, Wettingen und Sankt Blasien bekannt. Die hohe Gerichtsbarkeit lag in den Händen der Habsburger. Friedelisperg wurde erstmals 1321 erwähnt; dieser Ortsname stammt vom althochdeutschen Fridulinesberg und bedeutet «Bergsiedlung des Fridulin».

Historisches Luftbild von Werner Friedli von 1959

1415 eroberten die Eidgenossen den Aargau. Rudolfstetten gehörte nun zum Amt Dietikon in der Grafschaft Baden, einer gemeinen Herrschaft. Die Stadt Bremgarten baute eine Strasse über den Mutschellen sowie eine Brücke über die Reppisch und gewährte den Dorfbewohnern Zollfreiheit. 1438 übernahm Bremgarten die niedere Gerichtsbarkeit und machte Rudolfstetten zu einer Vogtei, zu der auch Friedlisberg gehörte. Im März 1798 nahmen die Franzosen die Schweiz ein und riefen die Helvetische Republik aus. Rudolfstetten wurde eine Gemeinde im Distrikt Bremgarten des kurzlebigen Kantons Baden, seit 1803 gehört sie zum Kanton Aargau.
1868 brannte das Dorf Friedlisberg mit Ausnahme des Schulhauses nieder. Den Brand gelegt hatte der Dorflehrer, der als einziger versichert gewesen war. Einen Anschluss ans Eisenbahnnetz erhielt Rudolfstetten am 1. Mai 1902 mit der Eröffnung der Bremgarten-Dietikon-Bahn, ab 1911 gab es elektrischen Strom. Bis weit in die erste Hälfte des 20. Jahrhunderts hinein war die Gemeinde landwirtschaftlich geprägt. Ab 1950 machte sie eine stürmische Entwicklung durch: Die Einwohnerzahl stieg um das Sechsfache an, und Rudolfstetten wurde ein Teil der Agglomeration der Stadt Zürich. Am 1. Januar 1967 erfolgte der vollständige Zusammenschluss von Rudolfstetten und Friedlisberg. Beide Dörfer galten zuvor als einheitliche Polizeigemeinde, doch Verwaltung, Steuerwesen und Gemeindeversammlungen waren getrennt gewesen.

## Sehenswürdigkeiten
Die seit mindestens 1620 bestehende St. Jakobskapelle in Rudolfstetten, die 1710 neu erbaut und 1820 verlängert worden war, musste 1960 dem Ausbau der Hauptstrasse weichen. Als Ersatz entstand bis 1964 durch den Architekten Hermann Baur die moderne Christkönigkirche. Die Kapelle Friedlisberg geht auf das Jahr 1370 zurück. Nach Plänen von Adolf Gaudy entstand 1934 ein Neubau. Ältestes erhalten gebliebenes Gebäude der Gemeinde ist die 1639 erbaute Mühle im Unterdorf. Das Zehntenhaus von 1795/96 war zunächst die Residenz des Untervogts gewesen und diente danach jahrzehntelang als Wohngebäude. Die Gemeinde kaufte es 1973, vier Jahre später zog dort die Gemeindeverwaltung ein.

## Wappen
Die Blasonierung des Gemeindewappens lautet: «Gespalten von Rot mit schwarz gekleidetem gelb nimbiertem Mönch mit rotem Buch und schwarzem Pilgerstab und von Gelb mit steigendem rotem Löwen, in den Vorderpranken rotes Ruder haltend.» Das Wappen geht auf eine Sage zurück, wonach Rudolf I. von Habsburg bei Rudolfstetten einem Priester sein Pferd geliehen haben soll, damit dieser die hochgehende Reppisch überqueren konnte (der rote Löwe ist das Wappentier der Habsburger). Das Wappen existierte seit dem 19. Jahrhundert in verschiedenen Formen, die heute verwendete Variante wurde 1966 eingeführt.

## Bevölkerung
Die Einwohnerzahlen entwickelten sich wie folgt:
| Jahr      | 1850 | 1900 | 1930 | 1950 | 1960 | 1970 | 1980 | 1990 | 2000 | 2010 | 2020 |
| Einwohner | 434  | 438  | 609  | 755  | 1106 | 2384 | 3582 | 3757 | 3738 | 4227 | 4546 |

Am 31. Dezember 2023 lebten 4599 Menschen in Rudolfstetten-Friedlisberg, der Ausländeranteil betrug 29,3 %. Bei der Volkszählung 2015 bezeichneten sich 40,7 % als römisch-katholisch und 20,4 % als reformiert; 38,9 % waren konfessionslos oder gehörten anderen Glaubensrichtungen an. 87,4 % gaben bei der Volkszählung 2000 Deutsch als ihre Hauptsprache an, 4,0 % Italienisch, 2,1 % Serbokroatisch, 1,2 % Albanisch, 1,0 % Portugiesisch, 0,9 % Französisch sowie je 0,6 % Englisch und Spanisch.

## Politik und Recht

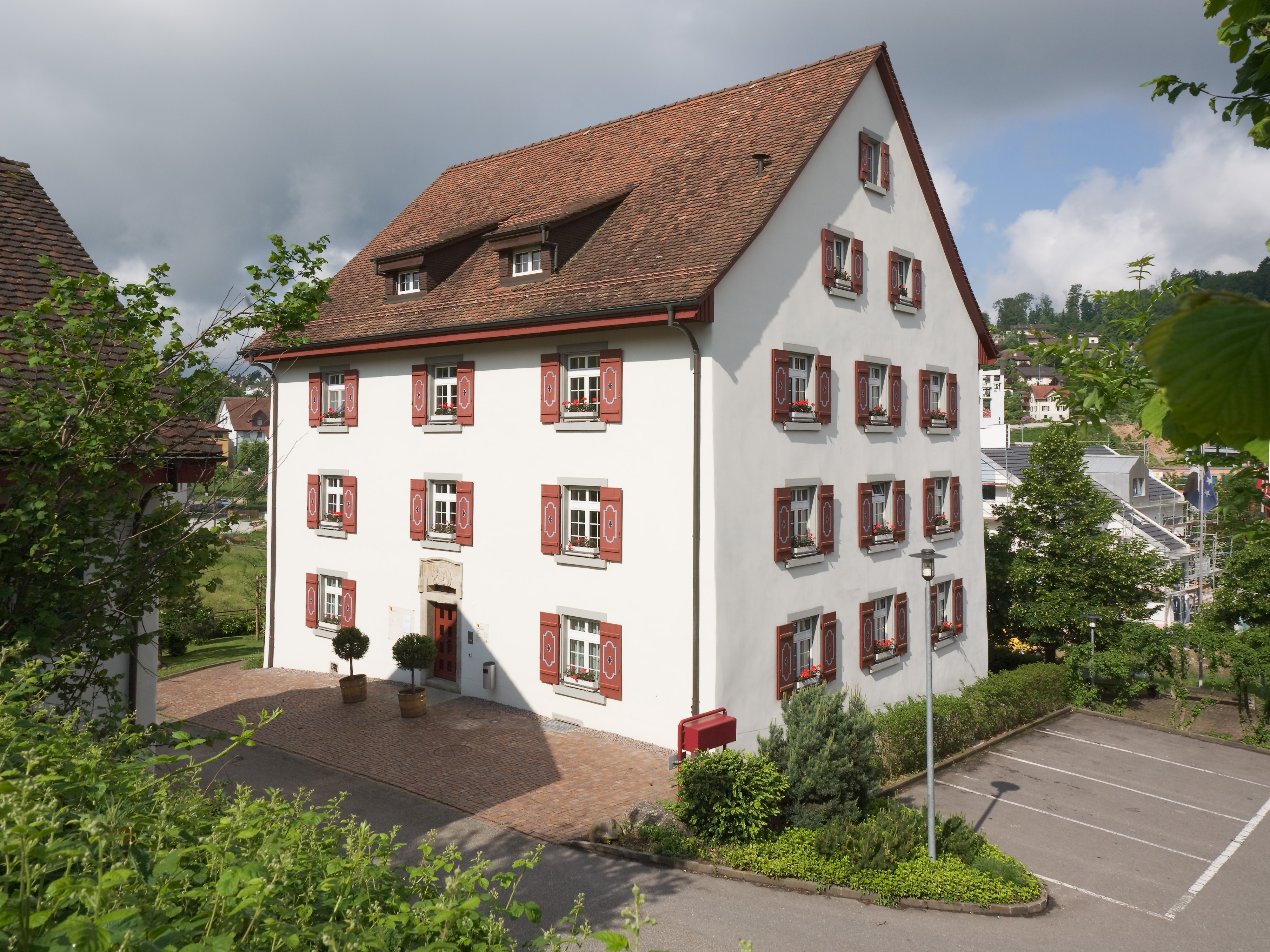
Gemeindehaus

Die Versammlung der Stimmberechtigten, die Gemeindeversammlung, übt die Legislativgewalt aus. Ausführende Behörde ist der fünfköpfige Gemeinderat. Er wird im Majorzverfahren vom Volk gewählt, seine Amtsdauer beträgt vier Jahre. Der Gemeinderat führt und repräsentiert die Gemeinde. Dazu vollzieht er die Beschlüsse der Gemeindeversammlung und die Aufgaben, die ihm vom Kanton zugeteilt wurden. Für Rechtsstreitigkeiten ist in erster Instanz das Bezirksgericht Bremgarten zuständig. Rudolfstetten-Friedlisberg gehört zum Friedensrichterkreis VII (Bremgarten).

## Wirtschaft
In Rudolfstetten gibt es gemäss der im Jahr 2015 erhobenen Statistik der Unternehmensstruktur (STATENT) rund 1000 Arbeitsplätze, davon 3 % in der Landwirtschaft, 30 % in der Industrie und 67 % im Dienstleistungssektor. Alle Betriebe sind kleine und mittlere Unternehmen. Die meisten Erwerbstätigen sind Wegpendler und arbeiten in der Stadt Zürich oder im nahen Limmattal.

## Verkehr
Die Hauptstrasse 1, eine der wichtigsten Strassenverbindungen der Schweiz, verläuft vom Mutschellenpass durch Rudolfstetten in Richtung Zürich. Der Anschluss Urdorf der Autobahn A4 ist etwa vier Kilometer entfernt. Friedlisberg ist über eine steil ansteigende Nebenstrasse erreichbar. Rudolfstetten wird durch die Bremgarten-Dietikon-Bahn von Dietikon nach Wohlen erschlossen, es gibt zwei Haltestellen (Rudolfstetten und Rudolfstetten Hofacker). An Wochenenden verkehrt ein Nachtbus von Dietikon über Rudolfstetten und Wohlen nach Sarmenstorf. Friedlisberg kann nicht mit öffentlichen Verkehrsmitteln erreicht werden.

## Bildung
In Rudolfstetten gibt es Kindergärten und eine Primarschule. Kinder aus Friedlisberg besuchen bis zur dritten Klasse die Schule im eigenen Dorf. Sämtliche Oberstufen (Realschule, Sekundarschule, Bezirksschule) können im Kreisschulzentrum in der Nachbargemeinde Berikon absolviert werden. Die nächstgelegenen Gymnasien sind die Kantonsschule Wohlen, die Kantonsschule Baden und die Kantonsschule Wettingen.

## Persönlichkeiten
- Rolf Brem (1926–2014), Bildhauer, Zeichner, Grafiker mit Bürgerort Rudolfstetten[17]
- Lieni Füglistaller (* 1951), Politiker
- Urs Lehmann (* 1969), Skirennfahrer
- Alfredo Smaldini (1919–2010), Clown und Komiker
- Alfons Wiederkehr (1915–1985), Architekt
- Dietrich Wiederkehr (* 1933), Theologe